# 20세기 픽처스
20세기 픽처스(영어: Twentieth Century Pictures)는 미국의 영화 제작사였다. 1933년 조지프 M. 슈네크와 대릴 F. 재넉이 설립하였다. 1935년 폭스 필름과 합병하여 1935년 20세기 폭스를 형성했다.

## 외부 링르
- 위키미디어 공용에 20세기 픽처스 관련 미디어 분류가 있습니다.